# Lansdowne Yonkers Football Club
Lansdowne Yonkers FC, anteriormente conhecido como Lansdowne Bhoys FC, é uma agremiação esportiva da cidade de Yonkers, Nova Iorque. Atualmente disputa a Cosmopolitan Soccer League. O clube possui parceria com o Celtic FC

## História
O clube disputa desde 1997 a Cosmopolitan Soccer League, da qual já foi campeã 4 vezes. O clube disputou a Lamar Hunt US Open Cup em 2016, chegando a terceira fase e eliminando o Long Island Rough Riders e o Pittsburgh Riverhounds.

## Títulos
Campeão Invicto
| NACIONAIS      | NACIONAIS                  | NACIONAIS | NACIONAIS                          |
|                | Competição                 | Títulos   | Temporadas                         |
| -------------- | -------------------------- | --------- | ---------------------------------- |
| Estados Unidos | National Amateur Cup       | 1         | 2017                               |
| MUNICIPAIS     |                            |           |                                    |
|                | Competição                 | Títulos   | Temporadas                         |
| Estados Unidos | Cosmopolitan Soccer League | 4         | 2013-14, 2014-15, 2015-16, 2016-17 |

## Estatísticas

### Participações
|  | Participações em 2018 |

| Competição     | Competição               | Temporadas | Melhor campanha      | Estreia | Última | P | R |
| Estados Unidos | Lamar Hunt U.S. Open Cup | 2          | Terceira Fase (2016) | 2016    | 2018   |   | – |